# Phạm Tuấn Hải (cầu thủ bóng đá)
Phạm Tuấn Hải (sinh ngày 19 tháng 5 năm 1998) là một cầu thủ bóng đá người Việt Nam hiện đang thi đấu ở vị trí tiền đạo cho câu lạc bộ V.League 1 Hà Nội và đội tuyển bóng đá quốc gia Việt Nam.

## Sự nghiệp câu lạc bộ
Phạm Tuấn Hải trưởng thành từ Trung tâm đào tạo bóng đá trẻ của Hà Nội. Tại giải U-19 quốc gia 2016, anh giành danh hiệu vua phá lưới với 6 bàn thắng cho U-19 Hà Nội. Sau đó, anh cũng cùng U-21 Hà Nội bảo vệ thành công ngôi vô địch giải U-21 quốc gia 2016. Và thêm một lần nữa, Tuấn Hải lại xuất sắc giành danh hiệu vua phá lưới vòng chung kết với 3 pha lập công và lọt vào đội hình tiêu biểu của giải đấu.

### Hồng Lĩnh Hà Tĩnh
Mùa giải 2018 là mùa giải chuyên nghiệp đầu tiên của Phạm Tuấn Hải khi anh thi đấu cho đội bóng hạng nhất Hà Nội B. Anh ghi được 9 bàn thắng sau 15 trận đấu giúp đội bóng về nhì tại giải hạng nhất quốc gia 2018. Cá nhân anh cũng đoạt giải Cầu thủ xuất sắc nhất của câu lạc bộ. Tuy nhiên, đội Hà Nội B đã không thể thăng hạng V.League 1 khi để thua câu lạc bộ Nam Định ở trận play-off. Sau đó, Hà Nội B được "chuyển khẩu" về Hà Tĩnh trở thành câu lạc bộ Hồng Lĩnh Hà Tĩnh.
Mùa giải 2019, Tuấn Hải tiếp tục thi đấu cho câu lạc bộ Hồng Lĩnh Hà Tĩnh. Anh đã thể hiện phong độ ấn tượng khi ghi được 12 bàn thắng góp công lớn giúp đội bóng này vô địch giải hạng nhất quốc gia 2019 và giành quyền chơi tại V.League 1 2020.

### Trở lại Câu lạc bộ Hà Nội
Cuối năm 2021, Phạm Tuấn Hải trở lại khoác áo câu lạc bộ Hà Nội với bản hợp đồng có thời hạn 3 năm.
Ngày 12 tháng 3 năm 2022, Tuấn Hải chính thức ra mắt đội một Hà Nội trong trận gặp câu lạc bộ Thành phố Hồ Chí Minh trên sân vận động Hàng Đẫy. Ngày 7 tháng 4, anh ghi một cú đúp bàn thắng giúp đội bóng Thủ đô đánh bại Công An Nhân Dân tại Cúp Quốc gia 2022 với tỷ số 4–0. Bàn thắng đầu tiên của Tuấn Hải ghi cho Hà Nội tại V.League 1 đến ở trận đấu gặp Sài Gòn vào ngày 20 tháng 7.
Mùa giải 2022, Tuấn Hải đã thi đấu cực kỳ xuất sắc với 12 bàn thắng, góp công lớn vào chiến tích giành cú đúp quốc nội của đội bóng Thủ đô. Tính riêng tại V.League 1, anh có 10 bàn và là cầu thủ nội ghi bàn nhiều nhất. Thành tích này giúp anh được bầu chọn vào đội hình tiêu biểu của giải đấu. Ngoài ra, bàn thắng mà Tuấn Hải ghi vào lưới câu lạc bộ Hải Phòng cũng giúp anh "ẵm" giải thưởng bàn thắng đẹp nhất giải.

## Sự nghiệp quốc tế

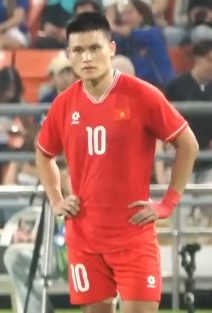
Tuấn Hải thi đấu tại Giải vô địch bóng đá ASEAN 2024.

Phạm Tuấn Hải có trận ra mắt đội tuyển quốc gia Việt Nam trong trận thua 1–3 trước Oman vào ngày 12 tháng 10 năm 2021. Ngày 1 tháng 6 năm 2022, Tuấn Hải lập một cú đúp giúp đội tuyển Việt Nam hạ gục Afghanistan 2–0 trong trận giao hữu trên sân vận động Thống Nhất.
Ngày 6 tháng 6 năm 2024, Tuấn Hải ghi bàn quyết định nâng tỉ số 3-2 trước Philippines.
Ngày 5/1/2025 Phạm Tuấn Hải ghi bàn mở tỉ số 1-0 cho đội tuyển quốc gia Việt Nam trong trận chung kết lượt về Asean Misubishi Electric Cup 2024 và cú dứt điểm gián tiếp làm cầu thủ Pansa của đội tuyển quốc gia Thái Lan phản lưới nhà nâng san bằng tỉ số 2-2 .

## Thống kê sự nghiệp

### Câu lạc bộ
Tính đến ngày 17 tháng 06 năm 2023
| Câu lạc bộ          | Mùa giải            | Giải đấu            | Giải đấu | Giải đấu | Cúp quốc gia | Cúp quốc gia | Châu lục | Châu lục | Khác | Khác | Tổng cộng | Tổng cộng |
| Câu lạc bộ          | Mùa giải            | Hạng                | Trận     | Bàn      | Trận         | Bàn          | Trận     | Bàn      | Trận | Bàn  | Trận      | Bàn       |
| ------------------- | ------------------- | ------------------- | -------- | -------- | ------------ | ------------ | -------- | -------- | ---- | ---- | --------- | --------- |
| Hồng Lĩnh Hà Tĩnh   | 2018                | V.League 2          | 15       | 9        | —            | —            | —        | —        | 1    | 0    | 16        | 9         |
| Hồng Lĩnh Hà Tĩnh   | 2019                | V.League 2          | 20       | 12       | 1            | 1            | —        | —        | —    | —    | 21        | 13        |
| Hồng Lĩnh Hà Tĩnh   | 2020                | V.League 1          | 20       | 3        | 3            | 0            | —        | —        | —    | —    | 23        | 3         |
| Hồng Lĩnh Hà Tĩnh   | 2021                | V.League 1          | 12       | 4        | 1            | 0            | —        | —        | —    | —    | 13        | 4         |
| Hồng Lĩnh Hà Tĩnh   | Tổng cộng           | Tổng cộng           | 67       | 28       | 5            | 1            | 0        | 0        | 1    | 0    | 73        | 29        |
| Hà Nội              | 2022                | V.League 1          | 24       | 10       | 5            | 3            | —        | —        | —    | —    | 29        | 13        |
| Hà Nội              | 2023                | V.League 1          | 20       | 6        | 1            | 1            | —        | —        | 1    | 0    | 22        | 7         |
| Hà Nội              | 2023–24             | V.League 1          | 22       | 8        | 1            | 0            | 6        | 4        | —    | —    | 29        | 12        |
| Hà Nội              | Tổng cộng           | Tổng cộng           | 66       | 24       | 7            | 4            | 6        | 3        | 1    | 0    | 80        | 32        |
| Tổng cộng sự nghiệp | Tổng cộng sự nghiệp | Tổng cộng sự nghiệp | 133      | 52       | 12           | 5            | 6        | 4        | 2    | 0    | 153       | 61        |

1. ↑  Ra sân tại trận play-off V.League
2. ↑  Ra sân tại Siêu Cúp Quốc gia
3. ↑  Ra sân tại AFC Champions League

### Đội tuyển quốc gia
Tính đến ngày 5 tháng 1 năm 2025
| Đội tuyển quốc gia | Năm       | Trận | Bàn |
| ------------------ | --------- | ---- | --- |
| Việt Nam           | 2021      | 1    | 0   |
| Việt Nam           | 2022      | 10   | 2   |
| Việt Nam           | 2023      | 13   | 2   |
| Việt Nam           | 2024      | 10   | 3   |
| Việt Nam           | 2025      | 1    | 1   |
| Tổng cộng          | Tổng cộng | 35   | 8   |

### Bàn thắng quốc tế
Bàn thắng của đội tuyển quốc gia Việt Nam được liệt kê trước.
| #  | Ngày                | Địa điểm                                                 | Đối thủ     | Bàn thắng | Kết quả | Giải đấu                        |
| -- | ------------------- | -------------------------------------------------------- | ----------- | --------- | ------- | ------------------------------- |
| 1. | 1 tháng 6 năm 2022  | Sân vận động Thống Nhất, Thành phố Hồ Chí Minh, Việt Nam | Afghanistan | 1–0       | 2–0     | Giao hữu                        |
| 2. | 1 tháng 6 năm 2022  | Sân vận động Thống Nhất, Thành phố Hồ Chí Minh, Việt Nam | Afghanistan | 2–0       | 2–0     | Giao hữu                        |
| 3. | 20 tháng 6 năm 2023 | Sân vận động Thiên Trường, Nam Định, Việt Nam            | Syria       | 1–0       | 1–0     | Giao hữu                        |
| 4. | 11 tháng 9 năm 2023 | Sân vận động Thiên Trường, Nam Định, Việt Nam            | Palestine   | 2–0       | 2–0     | Giao hữu                        |
| 5. | 14 tháng 1 năm 2024 | Sân vận động Al Thumama, Doha, Qatar                     | Nhật Bản    | 2–1       | 2–4     | AFC Asian Cup 2023              |
| 6. | 6 tháng 6 năm 2024  | Sân vận động Quốc gia Mỹ Đình, Hà Nội, Việt Nam          | Philippines | 3–2       | 3–2     | Vòng loại World Cup 2026        |
| 7. | 12 tháng 6 năm 2024 | Sân vận động Quốc tế Basra, Basra, Iraq                  | Iraq        | 1–2       | 1–3     | Vòng loại World Cup 2026        |
| 8  | 5 tháng 1 năm 2025  | Sân vận động Rajamangala, Băng Cốc, Thái Lan             | Thái Lan    | 1–0       | 3–2     | Giải vô địch bóng đá ASEAN 2024 |

## Danh hiệu

### Hồng Lĩnh Hà Tĩnh
V.League 2:  2019

### Hà Nội
- V.League 1:
  -  Vô địch (1): 2022
  -  Á quân (1): 2023
  -  Hạng 3 (1): 2023–24
- Cúp Quốc gia:
  -  Vô địch (1): 2022
  -  Á quân (1): 2023–24
- Siêu cúp Quốc gia:
  -  Vô địch (1): 2022

### Việt Nam
- VFF Cup: 
  -  Vô địch (1): 2022
- AFF Cup: 
  -  Vô địch (1): 2024
  -  Á quân (1): 2022

### Cá nhân
- Vua phá lưới Giải bóng đá vô địch U-19 quốc gia: 2016
- Vua phá lưới Giải bóng đá vô địch U-21 quốc gia: 2016
- Cầu thủ xuất sắc nhất câu lạc bộ Hà Nội B: 2018
- Bàn thắng đẹp nhất mùa V.League 1: 2022
- Đội hình tiêu biểu V.League 1: 2022